# Codonopsis cardiophylla
Codonopsis cardiophylla är en klockväxtart som beskrevs av Friedrich Ludwig Diels och Vladimir Leontjevitj Komarov. Codonopsis cardiophylla ingår i släktet Codonopsis, och familjen klockväxter. Inga underarter finns listade i Catalogue of Life.